# Museo Masaccio
Il Museo Masaccio si trova a Cascia, frazione del comune di Reggello in provincia di Firenze. Il Museo, inaugurato il 21 aprile del 2002, è ubicato nella zona absidale della splendida pieve di San Pietro.
Nelle cinque sale che costituiscono il percorso di visita sono esposte le opere provenienti dagli edifici ecclesiastici compresi nel vasto territorio di pertinenza della pieve: tra tutte spicca il Trittico di San Giovenale, opera giovanile di Masaccio.

## Storia

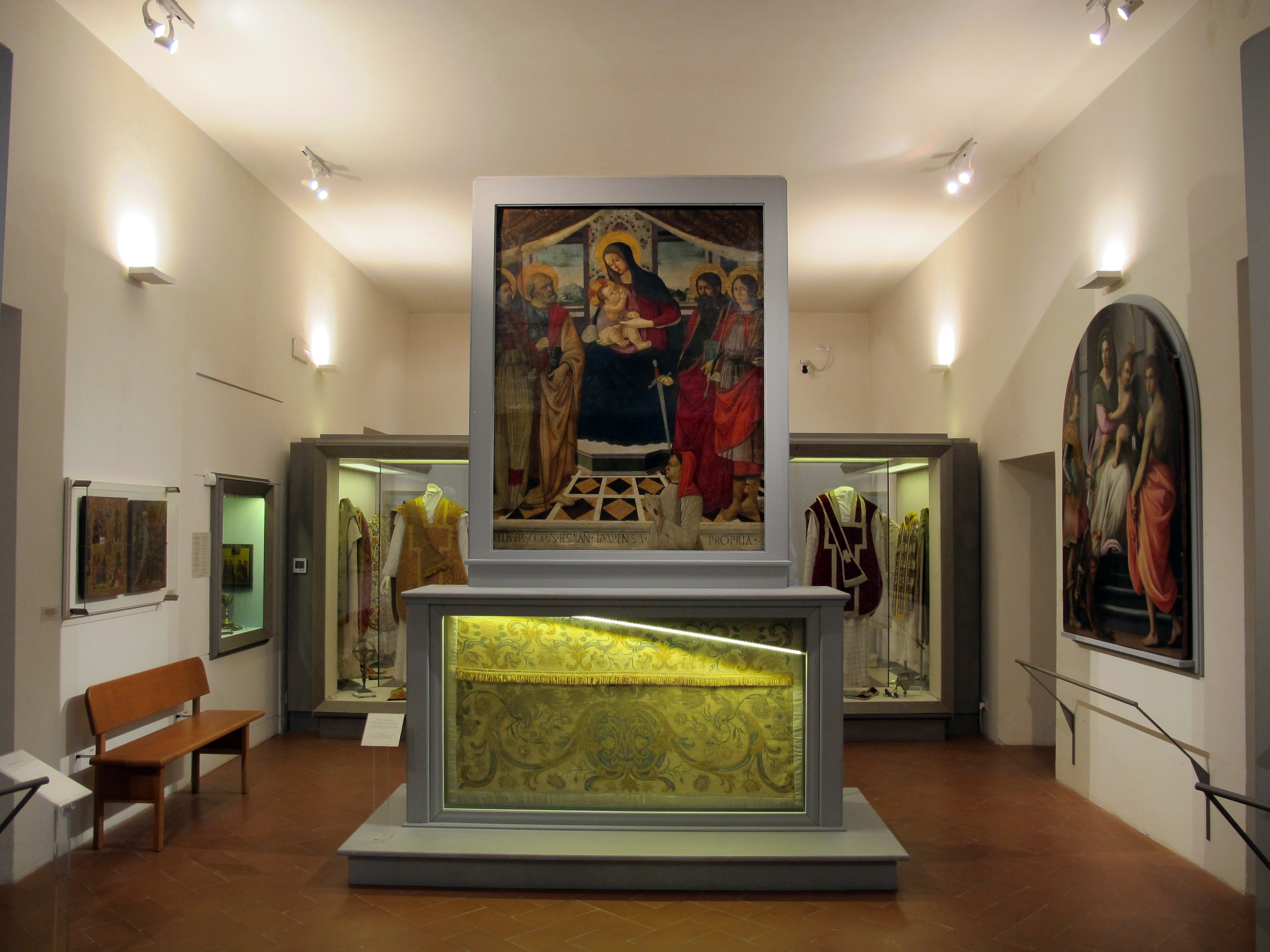
Una sala

Fin dagli anni sessanta del Novecento si parlava di allestire un museo di arte sacra a Cascia: a quella data infatti l'architetto Morozzi aveva svolto una serie di importanti lavori di ripristino del complesso architettonico della pieve. Il patrimonio artistico si presentava già consistente, essendo costituito da molti grandi dipinti (una dozzina di tele dal XV al XVIII secolo) che ornavano gli altari barocchi demoliti nell'occasione dei restauri; inoltre ricco era anche il corredo di circa 80 parati liturgici dal quattrocento all'Ottocento, oltre alle 250 opere di oreficeria. Molte di queste opere, che si trovavano depositate alla Sovrintendenza fiorentina, dal 2002 sono esposte nell'attuale museo.

## Percorso espositivo

### Piano terreno
Il piano terra del Museo è diviso in tre ambienti.

#### Salone
In questo primo grande ambiente si trovano i più importanti dipinti proprietà della pieve dei Santi Pietro e Paolo:
- Scuola Bolognese, Annunciazione, fine 1600, con elegantissima cornice in pietra, dono di Giovanni Pratesi
- Bottega di Domenico Ghirlandaio, Madonna in trono col Bambino, i santi Romolo, Pietro, Paolo, Sebastiano e il committente Roberto Folchi vescovo di Fiesole, 1481 - 1504, proveniente dalla pieve dei Santi Pietro e Paolo a Cascia
- Alessandro Allori, Annunciazione, ante 1587, proveniente dalla pieve dei Santi Pietro e Paolo a Cascia
- Santi di Tito, Compianto sul Cristo morto, 1601 (firmato e datato), proveniente dalla pieve dei Santi Pietro e Paolo a Cascia
- Agnolo Guidotti, Madonna col Bambino e i santi Michele arcangelo e Sebastiano, 1575 (datato), proveniente dalla pieve di san Pietro a Cascia

Vi si trovano inoltre alcune grandi vetrine contenenti oreficerie e parati. Notevole interesse suscita la vetrina con oggetti liturgici ebraici e ortodossi.

#### La sala delTrittico di San Giovenale

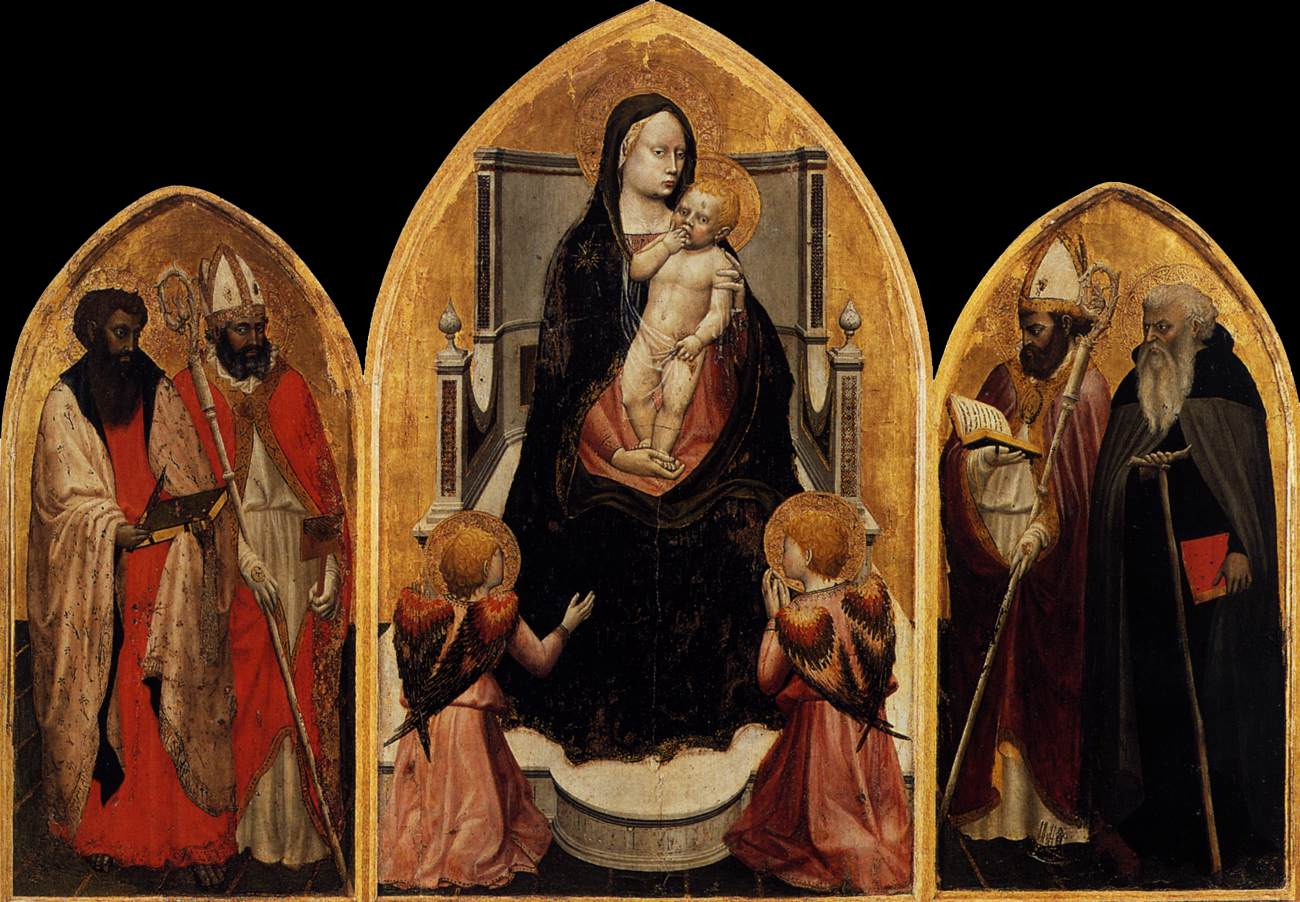
Masaccio, Trittico di San Giovenale

Una intera sala del museo è dedicata alla sua opera più importante: il Trittico di San Giovenale di Masaccio. Oltre all'opera, vi sono esposti pannelli didattici e una postazione informatica. Una curiosità è il trono della Madonna riprodotto in scala reale.

#### La camera del pievano
Chiamata così in quanto dal seicento vi viveva il pievano. Si tratta di una sala completamente affrescata da Lorenzo del Moro (Firenze 1675-1749). Alle pareti  "gloria del principe" ed allegorie del potere, al soffitto tribuna con pappagalli. Una interessante "veduta della pieve, con l'olmo, albero della giustizia, che faceva gran meriggio alla pieve"; nella camera vi è anche lo stemma del pievano Maria Francesco Passerini, illustre personaggio che fece scolpire anche nel Fonte Battesimale il suo stemma all'esterno della vasca, in data 1746.
Primo piano
In una vetrina sono esposti interessanti ex voto e paramenti liturgici: - Piccolo Crocefisso ligneo (sec. XII), proveniente dalla chiesa di S. Niccolò a Forli. - Tavoletta con Bambino e sua Madre (sec. XVI). - Traccola (utilizzata il Venerdì santo per annunziare le celebrazioni liturgiche, non potendo suonare le campane. Nel Leggio alto è esposta copia del CODICE SQUARCIALUPI (originale è alla Laurenziana) dove nella prima pagina leggiamo: maestro Giovanni da Cascia, grande musicista dell'Ars Nova (1300).

#### Studio del pievano
In questa sala si possono ammirare alcune tele del Poppi, del Dandini con i ritratti di alcuni pievani, tra cui una foto del ritratto fatto da Caravaggio (galleria Palatina) di Antonio Martelli, pievano di Cascia per 25 anni, e dei vescovi di Fiesole.
In alcune vetrine sono esposti alcuni documenti provenienti dal ricchissimo archivio della pieve, ancora da catalogare. Di grande interesse il blocchetto verde delle offerte per la guerra d'indipendenza del 1859 fatto dal pievano Beni.